# Marcel Seegert
Marcel Seegert (sinh ngày 29 tháng 4 năm 1994)  là một cầu thủ bóng đá người Đức thi đấu ở vị trí trung vệ cho câu lạc bộ Waldhof Mannheim tại 3. Liga.